# Paragnetina suzukii
Paragnetina suzukii är en bäcksländeart som först beskrevs av Okamoto 1912.  Paragnetina suzukii ingår i släktet Paragnetina och familjen jättebäcksländor. Inga underarter finns listade i Catalogue of Life.